# Stelodoryx multidentata
Stelodoryx multidentata är en svampdjursart som först beskrevs av Boury-Esnault och Van Beveren 1982.  Stelodoryx multidentata ingår i släktet Stelodoryx och familjen Myxillidae.
Artens utbredningsområde är Kerguelen. Inga underarter finns listade i Catalogue of Life.